# Окланд
Окланд (рум. Ocland) — село у повіті Харгіта в Румунії. Адміністративний центр комуни Окланд.
Село розташоване на відстані 198 км на північ від Бухареста, 37 км на південний захід від М'єркуря-Чука, 57 км на північ від Брашова.

## Населення
За даними перепису населення 2002 року у селі проживали 569 осіб.
Національний склад населення села:
| Національність | Кількість осіб | Відсоток |
| -------------- | -------------- | -------- |
| угорці         | 556            | 97,7%    |
| румуни         | 10             | 1,8%     |

Рідною мовою назвали:
| Мова      | Кількість осіб | Відсоток |
| --------- | -------------- | -------- |
| угорська  | 559            | 98,2%    |
| румунська | 10             | 1,8%     |